# Francis Chevallier Boutell
Francis Hepburn Chevallier-Boutell (Suffolk, Inglaterra, 8 de junio de 1851-Paignton, Inglaterra, 19 de febrero de 1937) fue un ingeniero británico, presidente de la Asociación del Fútbol Argentino entre 1900 y 1906.

## Biografía
Chevallier-Boutell nació en Aspall, Suffolk, Inglaterra, hijo de Charles Boutell y de Mary Chevallier. Estudió en la prestigiosa escuela privada St John's College. Ya establecido en Buenos Aires, Boutell fue miembro del Club del Progreso, Jockey Club, Círculo de Armas y Lomas Athletic Club. Contrajo matrimonio con Rosa Granero, oriunda de Montevideo.

### Presidencia de la AFA
En 1900, Francis Hepburn Chevallier-Boutell fue elegido presidente de la AFA hasta 1906, siendo el organizador del torneo Cup Tie Competition, entre clubes de Argentina y Uruguay.